# Karl-Heinz Huba
Karl-Heinz Huba (* 11. März 1930 als Philipp Jakob Karl Heinrich Huba in Lorsch; † 11. August 2020 ebenda) war ein deutscher Sportjournalist.

## Leben und Wirken
Geboren und aufgewachsen in Lorsch, trat er 1948 als Volontär des Finanz- und Wirtschaftsdienstes United Press in Frankfurt seine erste redaktionelle Stelle an. 1950 erhielt er seine Akkreditierung als jüngster Berichterstatter an der Frankfurter Börse. 1951 übernahm er die Leitung des Sportressorts des deutschen Dienstes der amerikanischen Nachrichtenagentur United Press. 1960 wechselte er als stellvertretender Sportchef zur Tageszeitung „Die Welt“.1963 übernahm er die Chefredaktion der „Sport-Illustrierten“ in München, wo er mehr als 30 Jahre lebte.
1968 gründete er den Branchendienst „sport intern“ zur Verbreitung von Informationen aus der Welt des Sports. Karl-Heinz Huba stand den IOC-Präsidenten Juan Antonio Samaranch, Jacques Rogge und Thomas Bach nahe und "sport intern" war bekannt für Insiderwissen aus der olympischen Bewegung. Der frühere Adidas-Chef Horst Dassler soll Karl-Heinz Huba unterstützt und "sport intern" für seine Interessen genutzt haben. Als Autor und Herausgeber machte Karl-Heinz Huba bis ins hohe Alter sein Insiderwissen über die olympische Bewegung publik, global mit einem englischsprachigen Newsletter. Adressaten seiner wöchentlich verschickten Publikationen, die um die 3000 Multiplikatoren erreichten, waren in erster Linie Sportverbände, überregionale und internationale Medien sowie Marketing-Agenturen.
1969 gründete er ein Redaktionsbüro für die Betreuung verschiedener Zeitschriften und Buchproduktionen des Copress-Verlags. Im Jahr 1973 brachte Karl-Heinz Huba das Standard-Werk „Fußball-Weltgeschichte“ heraus, das sich in einer Gesamtauflage von rund einer Million Exemplaren verkaufte. Als Sportpublizist hat Karl-Heinz Huba rund einhundert Bücher herausgegeben und produziert.
In den 1990er Jahren kehrte Karl-Heinz Huba in seine Heimatstadt Lorsch zurück. 1999 gründete Karl-Heinz Huba den Olympischen Club Starkenburg (OCS). Der Verein hatte es sich zum Ziel gesetzt, im Sinne der olympischen Ideale zu wirken. In der Region Starkenburg wurden Initiativen zur Sportförderung und darüber hinaus im kulturellen und gesellschaftspolitischen Bereich verwirklicht. Der Verein war Mitglied der Deutschen Olympischen Gesellschaft und stand unter der Schirmherrschaft des damaligen Prinzen und heutigen Fürsten Albert von Monaco. Im Jahr 2015 löste sich der Olympische Club Starkenburg auf, da kein geeigneter Nachfolger für den aus Altersgründen ausscheidenden Initiator Karl-Heinz Huba gefunden werden konnte.
Im Jahr 2001 wurde auf Initiative von Karl-Heinz Huba der emeritierte Literaturprofessor Claude Abraham mit dem ersten Ehrenring der Stadt Lorsch ausgezeichnet.

## Werke
- (als Chefred.): Fußball-Weltgeschichte, hrsg. v. Fritz-Walter-Fonds zur Förderung des Jugend- und Schulfußballs. 1. Auflage, München: Copress-Verlag, 1973; zuletzt als: Fussball-Weltgeschichte. Bilder, Daten, Fakten von 1846 bis heute. München: Copress Sport, 2007, ISBN 978-3-7679-0958-8.
- Fußball-Europameisterschaften: 1960 bis heute. Reportagen, Statistiken und Spitzenfotos. München: Copress Sport, Erscheinungsdatum: 2007 / 2008 / 2011